# Сока (Сайтама)

35°49′32″ пн. ш. 139°48′20″ сх. д. / 35.82556° пн. ш. 139.80556° сх. д.
Со́ка (яп. 草加市, そうかし, МФА: [soːka ɕi̥]) — місто в Японії, в префектурі Сайтама.

## Короткі відомості
Розташоване в південно-східній частині префектури. Виникло на основі середньовічного постоялого містечка на Муцівському шляху. Основою економіки є комерція, целюлозно-паперова промисловість. Традиційне ремесло — виготовлення печива сембей. Станом на 1 жовтня 2008 площа міста становила 27,42 км². Станом на 1 січня 2009 населення міста становило 239 471 осіб.

## Міста-побратими
- Карсон, США (1979)
- Сьова, Японія (1985)
- Аньян, КНР (1998)

## Відомі особистості
У місті народився:
- Кента Кобаяші (* 1981) — професійний японський реслер.